# Міжнародна федерація з обробки інформації
Міжнародна федерація з обробки інформації (ІФІП) — всесвітня організація для дослідників і фахівців, що працюють в області інформаційних і комунікаційних технологій (ІКТ). Створена в 1960 році під егідою ЮНЕСКО. ІФІП визнається Організацією Об'єднаних Націй і об'єднує близько 50 національних і міжнародних товариств і академій наук із загальною чисельністю понад півмільйона фахівців. ІФІП розташована в Лаксенбурзі, Австрія, і є міжнародною, неурядовою організацією, яка діє на некомерційній основі. Діяльність координується 13 технічними комітетами (TC), які організовані у більш ніж 100 робочих груп (WG), які об'єднують понад 3 500 професіоналів в сфері ІКТ і дослідників з усього світу для проведення досліджень, розробки стандартів і сприяння обміну інформацією. Кожен технічний комітет охоплює певний аспект цифрових обчислень і суміжних дисциплін, як зазначено нижче.

## Історія
ІФІП була створена в 1960 році під егідою ЮНЕСКО, під попередньою назвою International Federation of Information Processing Societies (IFIPS). В рамках підготовки ЮНЕСКО організувало першу Міжнародну конференцію з оброблення інформації, яка відбулася в червні 1959 року в Парижі, і тепер вважається першим Конгресом ІФІП.
У 1961 році назва була змінена на IFIP. Початковим внеском організації стало визначення мови програмування АЛГОЛ 60, як один з перших прикладів справжнього міжнародного співробітництва в галузі інформатики.
Засновником і президентом ІФІП був Ісаак л. Ауербах (1960 & ndash; 1965). 
У 2009 році ІФІП заснувала International Professional Practice Partnership (IFIP IP3), щоби провадити розвиток ІКТ-професій по всьому світу.  

## Технічні комітети
Діяльність ІФІП зосереджена в 13 технічних комітетах , які діляться на робочі групи. Ці групи (з назвами на кшталт "WG 2.4 Software Implementation Technology") організовують конференції і семінари, поширюють технічні документи, сприяють обговоренням і результатами наукових досліджень.
Повний список технічних комітетів ІФІП наведено нижче:
- TC 1: Foundations of Computer Science [6]
- TC 2: Software: Theory and Practice
- TC 3: Education
- TC 5: Information Technology Applications
- TC 6: Communication Systems
- TC 7: System Modeling and Optimization
- TC 8: Information Systems
- TC 9: Relationship between Computers and Society [8]
- TC 10: Computer Systems Technology [9]
- TC 11: Security and Protection in Information Processing Systems
- TC 12: Artificial Intelligence
- TC 13: Human-Computer Interaction
- TC 14: Entertainment Computing